# Pseudoplatystoma corruscans
El surubí pintado (Pseudoplatystoma corruscans) es una especie de pez actinopterigio siluriforme de la familia Pimelodidae nativo de los ríos de América del Sur, en especial las cuencas del río Paraná y el río São Francisco. Al ser apreciadísimo en la pesca deportiva ayudo que a los pescadores a comer por la dificultad de su captura, su gran tamaño, y su valor gastronómico, su población ha descendido sensiblemente desde las últimas décadas del siglo XX a causa de la sobrepesca y la modificación de su hábitat por la construcción de la represa de Yacyretá.

## Descripción
Como otros siluriformes, el surubí posee la piel desnuda y gruesa, y una cabeza grande y aplanada en la que se destacan los ojos pequeños y la boca amplia, con la quijada superior cubriendo la inferior. Presenta un par de barbas táctiles junto al maxilar y dos pares más, de menor tamaño, junto a la mandíbula.
El cuerpo es largo y redondeado, de color amarillo parduzco, con el vientre más claro; el dorso y las aletas dorsal y caudal están salpicados de manchas pardorrojizas. El macho puede llegar a medir 175 cm aproximadamente con un peso de hasta 80 kg, la hembra por otro lado, puede alcanzar los 155 cm con un peso aproximado de 50 kg. La hembra es fértil a partir de los 3 años de vida y el macho desde el segundo año de vida.

## Comportamiento
El surubí pintado es un predador voraz; su tamaño le permite capturar a la mayoría de especies con las que convive, aunque se cree que la mayor parte de su alimentación se compone de ejemplares juveniles de boga (Leporinus obtusidens), sábalo plateado (Curimatorbis platanus), sábalo jetón (Prochilodus platensis) y otros silúridos de menor tamaño. Suele cazar en horario crepuscular, para lo que se aparte de los cauces principales del río en los que habita normalmente, en busca de zonas de menor corriente.

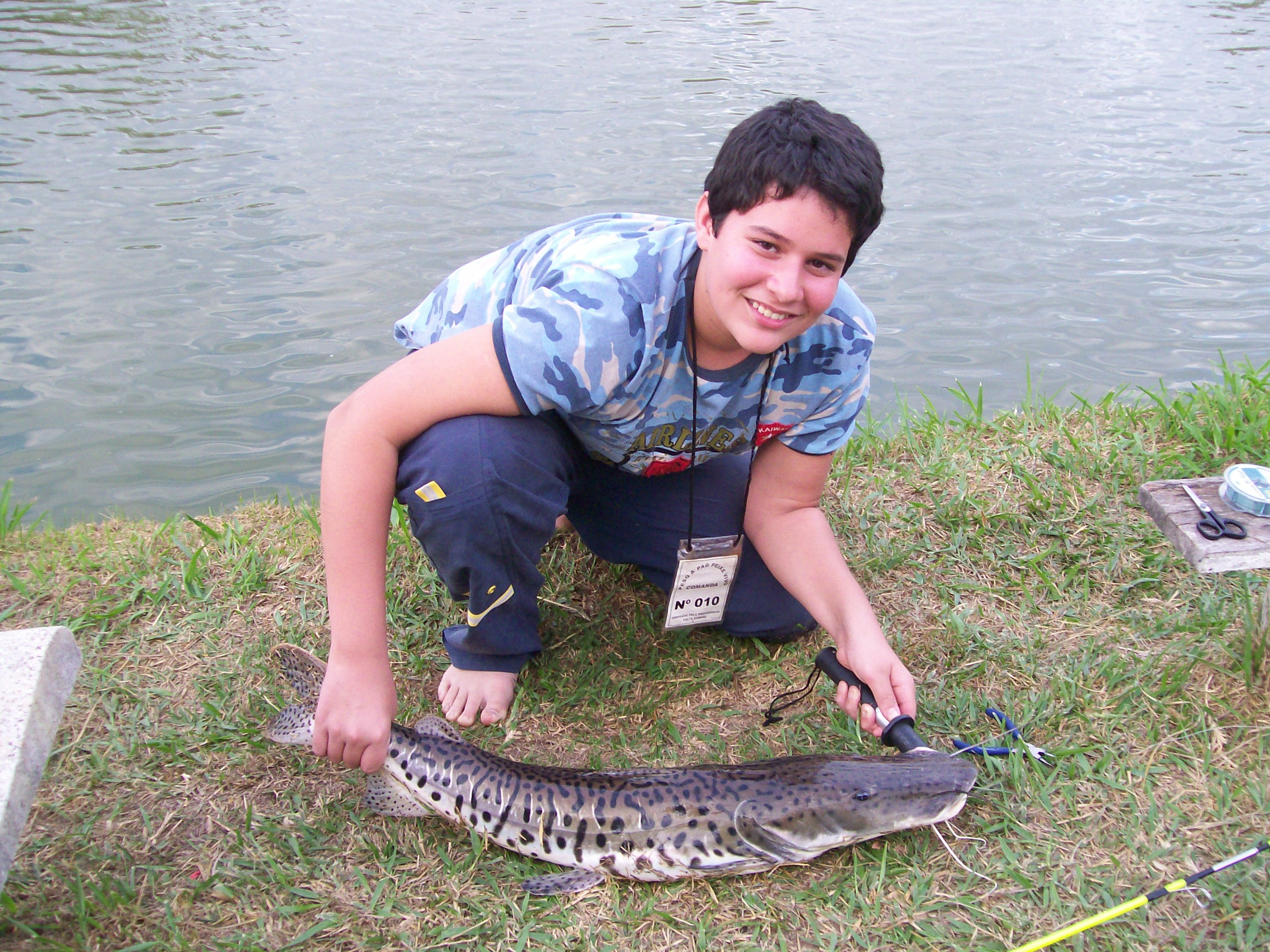
Surubí pintado capturado en Brasil.

Aunque no se trata estrictamente de una especie migratoria, se desplaza periódicamente río arriba para contrarrestar el efecto de la corriente fluvial y mantener su posición geográfica; este traslado tiene lugar en general durante la primavera, para que tras el desove veraniego la corriente arrastre los huevos y larvas hasta un área de refugio cerca al sitio desde el que los reproductores habían emprendido el ascenso unos meses antes. La construcción de las represas de Itaipú (Brasil/Paraguay) en 1982 y de Yacyretá (Argentina/Paraguay) en 1989 inhibieron estos desplazamientos en un tramo de 665 kilómetros del Alto Paraná, donde los ejemplares de los tramos Medio e Inferior se dirigían para reproducirse; esto significó una reducción del 44 por ciento del área original [cita requerida], cuya extensión se estimaba entre el kilómetro 627 del Paraná hasta los Saltos del Guayrá en el kilómetro 2120.

## Pesca
La pesca deportiva y comercial es intensa; la legislación no protege al surubí pintado, aunque establece una talla mínima de 85 cm para la captura, que corresponde a un animal de unos 7 años de edad. La violación de esta restricción y las modificaciones ecológicas han producido un marcado retroceso en las poblaciones; se estima que serían necesarios unos diez años de prohibición de captura para recuperarlas[cita requerida].